# Kalhuhuraa (Laamu)
Pour les articles homonymes, voir Kalhuhuraa.
Kalhuhuraa est une petite île inhabitée des Maldives.

## Géographie
Kalhuhuraa est située au Sud des Maldives, au Sud-Ouest de l'atoll Hadhdhunmathi, dans la subdivision de Laamu.